# Dodot
Dodot és una marca comercial de Procter & Gamble que comercialitza bolquers i tovalloletes infantils a Espanya i Portugal. Es tracta, segons l'Observatori de les Marques Valuoses de Gran Consum presentat el 13 de juliol de 2011 pel Centre de la Marca d'Esade, de la segona marca millor valorada pels espanyols. És similar a Pampers.

## Productes
Dodot comercialitza diferents gammes de bolquers i tovalloletes: Dodot Activity per a nens fins als dos anys, Dodot Sensitive per a nounats i Dodot Bàsic, una gamma més econòmica de bolquers. A més la marca comercialitza altres gammes de producte com les tovalloletes Kandoo per a aprendre a anar al bany; Liberty, bolquerés braguita; Babykini, que són vestits de bany d'un sol ús i Happyjama, bolquers per a nens que experimenten pèrdues d'orina més enllà dels 3 anys.

## Història
Dodot ha estat una marca pionera que sempre ha estat lligada a la història del bolquer a Espanya. Abans de l'existència del bolquer actual s'usaven trossos de tela reutilitzables que resultaven menys higiènics i còmodes per a l'ús diari.
L'any 1971, Dodot va llançar el seu primer bolquer, una peça de cel·lulosa amb cintes adhesives que s'havia d'inserir dins d'unes calcetes de plàstic. Posteriorment, en 1976 posava en el mercat el bolquer que unia les dues parts, la qual cosa va ser coneguda com a "calça-bolquer d'un sol ús”, l'autèntic precursor de l'actual bolquer. D'aquesta manera, Dodot llançava el primer bolquer d'un sol ús del mercat espanyol, un producte pioner quant a higiene, comoditat i qualitat de vida de les mares i els seus fills. En 1988 Dodot va llançar el primer bolquer súper absorbent d'Espanya anomenat Dodot Seco Total, que reduïa el temps de contacte de la pell amb la humitat i en 1982 va llançar les tovalloletes per a bebès.
En 2001, Dodot va llançar la gamma de Dodot Etapes que es componia de diferents talles que s'adaptaven a les etapes de creixement i desenvolupament del bebè i que incloïa innovacions quant a absorció i elasticitat. El següent salt qualitatiu i d'innovació va arribar en 2010 amb el llançament de l'iPañal Dodot Activity, que és el bolquer més fi creat per Dodot.
Al llarg de la seva història, Dodot ha anat introduint també diferents innovacions concordes amb el desenvolupament tecnològic de cada moment, com la cobertura transpirable, les cintes ris-ras, la loció dermoprotectora, la doble capa súper absorbent o el nucli anatòmic.

## Compromís social
Dins de la política de responsabilitat social corporativa cal destacar que UNICEF i Dodot tenen un acord de col·laboració a Espanya i Portugal pel qual la marca de bolquers i tovalloletes Dodot dona suport a l'organització en la seva missió de treballar pel compliment dels drets de tots els nens i nenes del món. Dodot és considerada, segons l'Observatori de les Marques Valuoses de Gran Consum presentat el 13 de juliol de 2011 pel Centre de la Marca d'Esade, la segona marca millor valorada pels espanyols.